# Тема наукового дослідження
Тема наукового дослідження — частина наукової проблеми, яка охоплює одне або декілька питань дослідження.
Тема — це не просто назва наукової роботи, а намічений результат дослідження, який спрямований на вирішення конкретного питання. Це відображення наукової проблеми в її характерних рисах, тому формулювання теми уточнює проблему, окреслює межі дослідження, конкретизує основний задум. Разом з цим тема є основною планово-обліковою одиницею при організації наукових досліджень.
За напрямами теми поділяють на теоретичні, методологічні та організаційні. Теоретичні теми передбачають дослідження окремих концепцій теорії відповідної науки, які стосуються її наукових законів.
Методологічні теми стосуються елементів методів конкретних наук, що застосовуються у процесі вивчення їх об'єктів.
Організаційні теми включають організацію досліджень за конкретними науковими напрямами і застосування одержаних результатів у практичній діяльності.
За причиною виникнення розрізняють три види тем: теми, які виникають у результаті розвитку проблем, над якими працює даний науковий колектив; ініціативні теми; «теми на замовлення».
Процес формування теми дослідження включає такі етапи:
– вибір теми;
– обґрунтування, уточнення теми;
– конкретизація теми;
– формулювання назви теми;
– затвердження теми.
При виборі теми наукового дослідження можна скористатися такими прийомами: дослідити стан наукових розробок; ознайомитись з новими результатами досліджень у суміжних областях науки; оцінити стан розроблення методів дослідження; здійснити перегляд відомих наукових рішень за допомогою нових методів, з нових теоретичних позицій, під новим кутом зору, на більш високому рівні з урахуванням нових, істотних наукових фактів.
При обґрунтуванні (уточненні) і конкретизації теми необхідно враховувати такі критерії: актуальність теми; ефективність розроблення, її новизна і перспективність; наявність теоретичної бази; відповідність теми спрямованості наукової роботи відповідного закладу (установи); здійсненність розроблення в умовах конкретного дослідження.
Під актуальністю теми розуміється її значущість, тобто необхідність та невідкладність її розгляду для потреб розвитку економіки держави, галузі, підприємства.
Головним критерієм актуальності теми виступає можливість забезпечення найбільшого ефекту.
На стадії формування теми наукового дослідження визначають її назву — змістовний заголовок. Назву наукової роботи формулюють за допомогою такого правила: в назві теми наукової роботи повинна бути відображено спрямованість (проблему) дослідження (мету або укрупнене завдання), галузь використання, об'єкт дослідження, предмет дослідження.